# Rafflesia pricei
Espèce
Classification APG III (2009)
Rafflesia pricei est une espèce de plantes à fleurs de la famille des Rafflesiaceae. C'est une plante parasite, endémique de l'île de Bornéo. Elle est nommée d'après le botaniste amateur William Price qui l'a découverte sur le Mont Kinabalu dans les années 1960.

## Distribution
Rafflesia pricei se trouve sur le Mont Kinabalu, elle a été découverte par le botaniste amateur William Price en 1960.